# グレン・ミード
グレン・ミード（Glenn Meade、1957年 - ）は、アイルランドの作家。
ダブリン出身。

## 略歴
海軍勤務の後、電子工学を学ぶ。アイルランドで新聞記者やパイロット養成職に従事。1980年代にはダブリンのストランドシアターの舞台作家と演出をしていた。
1994年、最初の小説『ブランデンブルクの誓約』(Brandenburg)を上梓。多くの批評家の賞賛を獲得した。
作品はスウェーデン語、フランス語、ドイツ語、オランダ語、スペイン語、トルコ語など、およそ二十六カ国語に翻訳されている。
またミードは2010年にイスタンブールで開催されたヨーロッパの作家会議でアイルランドの代表者の一人であった。
日本では『雪の狼』(Snow Wolf)が日本語訳第一作となり、1997年の日本冒険小説協会外国部門大賞を受賞した。

## 作品リスト
- 『ブランデンブルクの誓約』上・下（Brandenburg (1994)、戸田裕之訳、二見書房、二見文庫 ザ・ミステリ・コレクション） 1999
- 『雪の狼』（Snow Wolf (1996)、戸田裕之訳、二見書房、二見文庫 ザ・ミステリ・コレクション） 1997
- 『熱砂の絆』上・下（The Sands of Sakkara (1999) 、戸田裕之訳、二見書房、二見文庫 ザ・ミステリ・コレクション） 2000
- 『亡国のゲーム』上・下（Resurrection Day (2002)、戸田裕之訳、二見書房、二見文庫 ザ・ミステリ・コレクション） 2003
- 『すべてが罠』上・下（Web of Deceit (2004)、戸田裕之訳、二見書房、二見文庫 ザ・ミステリ・コレクション） 2005
- 『地獄の使徒』上・下（The Devil's Disciple (2006)、戸田裕之訳、二見書房、二見文庫 ザ・ミステリ・コレクション） 2007
- The Second Messiah (2010) 日本語訳未公刊
- Seconds to Disaster (2012, with Ray Rohan) 日本語訳未公刊
- The Romanov Conspiracy (2012) 日本語訳未公刊
- The Last Witness（2014) 日本語訳未公刊